# Чемпионат Европы по плаванию в ластах 1999
18-й чемпионат Европы по плаванию в ластах прошёл в Афинах (Греция) с 14 по 18 июля 1999 года.

## Медалисты

### Мужчины
| Дисциплина        | Золото                                                                  | Золото   | Серебро                                                                   | Серебро  | Бронза                                                                      | Бронза   |
| ----------------- | ----------------------------------------------------------------------- | -------- | ------------------------------------------------------------------------- | -------- | --------------------------------------------------------------------------- | -------- |
| 50 м, ныряние     | Михаил Анисимов · Россия                                                | 15.57    | Давид Ланди · Италия                                                      | 15.76    | Сами Сорри · Финляндия                                                      | 15.79    |
| 50 м в ластах     | Сергей Ахапов · Россия                                                  | 17.24    | Давид Ланди · Италия                                                      | 17.30    | Камиль Марсалек · Чехия                                                     | 17.46    |
| 100 м в ластах    | Сергей Ахапов · Россия                                                  | 37.62    | Михаил Анисимов · Россия                                                  | 38.76    | Лука Тонелли · Италия                                                       | 38.77    |
| 200 м в ластах    | Сергей Ахапов · Россия                                                  | 1:25.78  | Димитриос Базос · Греция                                                  | 1:27.69  | Илья Сомов · Россия                                                         | 1:27.83  |
| 400 м в ластах    | Димитриос Базос · Греция                                                | 3:10.18  | Димитриос Томас · Греция                                                  | 3:13.11  | Норберт Саванья · Венгрия                                                   | 3:15.49  |
| 800 м в ластах    | Димитриос Базос · Греция                                                | 6:40.29  | Димитриос Томас · Греция                                                  | 6:44.25  | Норберт Саванья · Венгрия                                                   | 6:48.04  |
| 1500 м в ластах   | Димитриос Базос · Греция                                                | 12:45.54 | Димитриос Томас · Греция                                                  | 12:58.83 | Михаил Чернов · Россия                                                      | 13:03.38 |
| 100 м в акваланге | Максим Максимов · Россия                                                | 34.27    | Михаил Анисимов · Россия                                                  | 35.50    | Камиль Марсалек · Чехия                                                     | 36.24    |
| 400 м в акваланге | Максим Максимов · Россия                                                | 2:55.45  | Сергей Докучаев · Россия                                                  | 2:59.43  | Рональд Катона · Венгрия                                                    | 3:02.46  |
| 800 м в акваланге | Сергей Докучаев · Россия                                                | 6:23.13  | Рональд Катона · Венгрия                                                  | 6:27.90  | Андреас Азимакопулос · Греция                                               | 6:29.52  |
| Эстафета 4×100 м  | Илья Сомов · Максим Максимов · Михаил Анисимов · Сергей Ахапов · Россия | 2:33.70  | Лука Тонелли · Кристиан Перес · Франческо Туркато · Давид Ланди · Италия  | 2:35.56  | Франк Вилле · Свен Кайзер · Свен Галлаш · М. Бухль ? · Германия             | 2:38.60  |
| Эстафета 4×200 м  | Илья Сомов · Илья Ульянов · Сергей Докучаев · Сергей Ахапов · Россия    | 5:57.57  | Лука Тонелли · Франческо Туркато · Кристиан Перес · Рубес Левада · Италия | 6:02.11  | Димитриос Базос · Г. Кофинас · Георгиос Хацягору · Димитриос Томас · Греция | 6:04.18  |

### Женщины
| Дисциплина        | Золото                                                                      | Золото   | Серебро                                                                   | Серебро  | Бронза                                                                               | Бронза   |
| ----------------- | --------------------------------------------------------------------------- | -------- | ------------------------------------------------------------------------- | -------- | ------------------------------------------------------------------------------------ | -------- |
| 50 м, ныряние     | Светлана Ганжа · Россия                                                     | 18.37    | Анна-Мария Самотраки · Греция                                             | 18.93    | Д. Риккарди · Италия                                                                 | 19.02    |
| 50 м в ластах     | Светлана Ганжа · Россия                                                     | 19.90    | Теодора Сехиду · Греция                                                   | 20.08    | Х. Колуркова · Чехия                                                                 | 20.46    |
| 100 м в ластах    | Теодора Сехиду · Греция                                                     | 44.18    | Х. Колуркова · Чехия                                                      | 45.11    | Сюзанна Йентцш · Германия                                                            | 45.50    |
| 200 м в ластах    | Оксана Королёва · Россия                                                    | 1:39.11  | Б. Мюллер · Германия                                                      | 1:39.40  | Оксана Кийко · Россия                                                                | 1:39.67  |
| 400 м в ластах    | Б. Мюллер · Германия                                                        | 3:32.51  | Елена Грачёва · Россия                                                    | 3:35.17  | Юлия Семенченко · Украина                                                            | 3:35.66  |
| 800 м в ластах    | Елена Грачёва · Россия                                                      | 7:24.80  | Б. Мюллер · Германия                                                      | 7:25.80  | Мириам Виллетт · Франция                                                             | 7:27.60  |
| 1500 м в ластах   | Елена Грачёва · Россия                                                      | 14:17.72 | Е. Михаилиду · Греция                                                     | 14:22.01 | Мириам Виллетт · Франция                                                             | 14:25.24 |
| 100 м в акваланге | Сюзанна Баркавитс · Германия                                                | 42.41    | Юлия Семенченко · Украина                                                 | 43.73    | Беатрикс Ердоди · Венгрия                                                            | 43.87    |
| 400 м в акваланге | Лин Аксельсен · Дания                                                       | 3:23.84  | Юлия Семенченко · Украина                                                 | 3:24.03  | Сюзанна Баркавитс · Германия                                                         | 3:27.13  |
| 800 м в акваланге | Юлия Успенская · Украина                                                    | 7:14.19  | Лин Аксельсен · Дания                                                     | 7:14.21  | Катерина Хонсу · Чехия                                                               | 7:17.78  |
| эстафета 4×100 м  | Ирина Егорушкина · Оксана Кийко · Оксана Королёва · Светлана Ганжа · Россия | 2:59.88  | Леа Луизон · Элоди Бриён-Лестер · Селин Карель · Мириам Виллетт · Франция | 3:04.77  | Айкатерини Панагопулу · Эйрини Воскопулу · Евдокия Павлиду · Теодора Сехиду · Греция | 3:04.93  |
| эстафета 4×100 м  | Ирина Егорушкина · Елена Грачёва · Оксана Кийко · Оксана Королёва · Россия  | 6:44.35  | Сюзанна Йентцш · Каролина Мюллер · Антье Цвирнер · Б. Мюллер · Германия   | 6:46.81  | Катерина Хонсу · Е. Ворликова · Х. Выкукалова · Х. Кокуркова · Чехия                 | 6:52.68  |